# Lalita Sahasranama
Lalita Sahasranama (Lalitāsahasranāma; Sahasranama = „tisuću imena”) dio je hinduističkog spisa zvanog Brahmanda Purana. Ovaj tekst smatraju posebno svetim hinduisti koji su štovatelji božice Lalite (Lalita Devi; lalita = „ona koja igra”, devi = „božica”), koja je oblik vrhovne božice Šakti ili Božanske Majke, Durge. Božica Parvati je također oblik Lalite, kao i Adi Parashakti. One su povezane s božicom imena Tripura Sundari, koja je družica velikog boga Šive.

## Šaktizam
Ovaj tekst slavi Veliku božicu, spominjući njezina mnoga imena u himnama (stotre). Tekst počinje tako što božicu naziva sljedećim imenima:
- Shri Mata — „štovana majka”
- Shri Maharajni — „štovana carica”
- Shrimat Simhasaneshwari — „božica na najvišem prijestolju”[2]

Tekst je smatran dijalogom između mudraca Agastye i Hayagrive (avatar velikog boga Višnua), a u Indiji se najviše koristi tijekom štovanja Durge, Parvati, Kali, Lakšmi i Sarasvati. Ovaj tekst, kao i himna Devi Sukta, vrlo su važni u sekti hinduizma zvanoj šaktizam.

## Opis
U tekstu, Velika božica je opisana kao iznimno lijepo biće duge, guste crne kose, koja miriše na cvjetove Magnolije champace. Svi njezini fizički atributi opisani su savršenima – opisuje se ljepota nosa, ušiju, obraza i „bijelih zubi”. Nitko ne može prestati gledati u nju jer joj je osmijeh toliko lijep.
Nakon opisa Božice, tekst spominje da su ju bogovi zamolili da uništi asuru („demon”) zvanog Bhandasura, a nakon što je u tome uspjela, cijeli svemir ju je slavio.

## Poveznice
- Žene u hinduizmu